# Stockholms Atletförening
Stockholms Atletförening var en förening som bildades i Stockholm år 1893.
Bland föreningens medlemmar märks Gustaf Söderström (kulstötning, dragkamp m.m.) och C.L. Wikström (som vann det första svenska mästerskapet i viktlyftning 1896).